# Franco Forte
Franco Forte (Milano, 1º agosto 1962) è uno scrittore, sceneggiatore e giornalista italiano.

## Biografia
Franco Forte è il direttore editoriale delle collane da edicola Mondadori, tra cui Il Giallo Mondadori, Urania e Segretissimo. Sempre per Mondadori è editor degli Oscar Mondadori, e collabora alla realizzazione delle collane Oscar Draghi Urania, Oscar Historica, Oscar Fantastica e alla linea Giallo Mondadori da libreria.
Come romanziere ha scritto per Arnoldo Mondadori Editore, Editrice Nord, Tropea, Mursia e altri editori, di cui è stato anche consulente editoriale.
È inoltre giornalista professionista: è stato direttore del mensile Fiction TV e vicedirettore del magazine PC World Italia. Tiene una rubrica settimanale sulle pagine culturali del quotidiano Il Cittadino di Lodi, è direttore responsabile del magazine di fantascienza Robot e della rivista per scrittori Writers Magazine Italia, ed è anche direttore e coordinatore del Delos Network, che comprende i siti Fantascienza.com, FantasyMagazine.it, HorrorMagazine.it, ThrillerMagazine.it e SherlockMagazine.it. 
È stato autore di celebri fiction televisive come Distretto di Polizia e R.I.S. - Delitti imperfetti della Taodue Film di Roma.
È il curatore delle celebri raccolte della serie dei 365 racconti per un anno sempre per Delos Books, di cui sono usciti i seguenti titoli: 365 racconti erotici per un anno, 365 racconti horror per un anno, 365 racconti sulla fine del mondo, 365 storie d'amore, 365 racconti di Natale, 365 racconti d'estate.

## Vita privata
Forte è cresciuto a San Donato Milanese e ha vissuto a Casaletto Lodigiano. Dal 2021 vive a Dresano, in Città metropolitana di Milano.

## Opere

### Romanzi e antologie personali

#### Serie di Gengis Khan
- 2000 - L'orda d'oro, Arnoldo Mondadori Editore, da cui ha tratto uno sceneggiato TV su Gengis Khan prodotto da Mediaset
- 2000 - Il figlio del cielo, Arnoldo Mondadori Editore, da cui ha tratto uno sceneggiato TV su Gengis Khan prodotto da Mediaset
- 2014 - Gengis Khan - Il figlio del Cielo, Arnoldo Mondadori Editore (Oscar Bestseller)
- 2023 - Gengis Khan - Il figlio del Cielo, Arnoldo Mondadori Editore (Oscar Bestseller - nuova edizione)

#### Serie di Niccolò Taverna
- 2012 - Il segno dell'untore, Arnoldo Mondadori Editore (Omnibus; ristampato a gennaio 2013 negli Oscar Bestsellers; ristampato a gennaio 2015 nella collana Enigma di Fabbri Editore)
- 2014 - Ira Domini - Sangue sui navigli, Arnoldo Mondadori Editore (Omnibus)

#### Serie di Cesare ai confini del mondo
- 2016 - Cesare l'Immortale, Arnoldo Mondadori Editore, (Omnibus)
- 2017 - Cesare il conquistatore, Arnoldo Mondadori Editore, (Omnibus)
- 2024 - Caesar, Arnoldo Mondadori Editore, (Oscar Bestsellers) - Raccolta che contiene i romanzi Cesare l'immortale e Cesare il conquistatore

#### Serie dei Sette re di Roma
- 2019 - Romolo - Il primo re, Arnoldo Mondadori editore (Omnibus; ristampato nel 2020 negli Oscar Bestsellers); con Guido Anselmi
- 2021 - Numa Pompilio - Il figlio dei numi, Arnoldo Mondadori Editore (Oscar Bestsellers); con Beppe Roncari e Flavia Imperi
- 2021 - Tullo Ostilio - Il lupo di Roma, Arnoldo Mondadori Editore (Oscar Bestsellers); con Mina Alfieri e Scilla Bonfiglioli
- 2021 - Anco Marzio - L'ultimo sabino, Arnoldo Mondadori Editore (Oscar Bestsellers); con Luca Di Gialleonardo e Liudmila Gospodinoff
- 2021 - Tarquinio Prisco - L'etrusco, Arnoldo Mondadori Editore (Oscar Bestsellers); con Lorenzo Fontana e Andrea Tortoreto
- 2022 - Servio Tullio - Nato dal fuoco, Arnoldo Mondadori Editore (Oscar Bestsellers); con Davide De Boni e Maria Cristina Grella
- 2022 - Lucio Tarquinio - Il superbo, Arnoldo Mondadori Editore (Oscar Bestsellers); con Paolo C. Leonelli e Alain Voudì

### Altri
- 1989 - Quella lunga notte, in Futuro Europa 3, Perseo Libri (romanzo breve)
- 1990 - Gli eretici di Zlatos, Editrice Nord
- 1996 - Chew-9, Keltia Editrice (antologia di racconti)
- 2000 - China Killer, Marco Tropea Editore
- 2002 - Ombre nel silenzio, Solid (con Luigi Pachì)
- 2005 - La stretta del Pitone, Mursia
- 2009 - La Compagnia della Morte, Arnoldo Mondadori Editore (ristampato nel 2010 negli Oscar Bestsellers)
- 2009 - Operazione Copernico, Arnoldo Mondadori Editore  (Segretissimo n. 1552, giugno 2009)
- 2009 - Carthago, Arnoldo Mondadori Editore (Omnibus; ristampato nel 2010 negli Oscar Bestsellers e il 23 luglio 2013 nella collana "I grandi romanzi storici" del Corriere della Sera)
- 2010 - I bastioni del Coraggio, Arnoldo Mondadori Editore (Omnibus)
- 2011 - L'ombra dei ghiacci, Arnoldo Mondadori Editore (Segretissimo n. 1577, luglio 2011)
- 2011 - Roma in fiamme, Arnoldo Mondadori Editore (Omnibus; ristampato nel 2012 negli Oscar Bestsellers; ristampato a giugno 2013 nella collana Oscar: Le Emozioni della Storia; ristampato a novembre 2013 nella collana "I grandi romanzi storici" del Corriere della Sera)
- 2015 - Fuga d'azzardo, Edizioni CentoAutori (L'Arcobaleno)
- 2015 - Caligola - Impero e Follia, Arnoldo Mondadori Editore (Omnibus; ristampato nel 2016 negli Oscar Bestsellers)
- 2020 - La bambina e il nazista, Arnoldo Mondadori editore (Omnibus; ristampato nel 2020 da Mondolibri; ristampato nel 2021 da Donna Moderna); con Scilla Bonfiglioli
- 2021 - La banda degli invisibili - La recita maledetta, Arnoldo Mondadori editore (Mondadori Ragazzi); con Elisa Bertini
- 2021 - L'uranio di Mussolini, Arnoldo Mondadori editore (Omnibus); con Vincenzo Vizzini
- 2023 - Karolus - Il romanzo di Carlo Magno, Arnoldo Mondadori editore (Omnibus)

### Saggistica
- 2002 - Il Prontuario dello scrittore, Solid, Delos Books e Delos Digital (otto edizioni)
- 2014 - Il viaggio dello scrittore, Delos Digital
- 2014 - Come si scrive un film, Delos Digital
- 2018 - Agenzie letterarie - Quali sono, come operano, come contattarle, Delos Digital

### Romanzi tradotti all'estero
- 2011 - Cartago, Narrativas Históricas Edhasa (Spagna e Sud America) - versione spagnola del romanzo Carthago, distribuita in Spagna e in Sud America
- 2012 - La Compania de la muerte, Narrativas Históricas Edhasa (Spagna e Sud America) - versione spagnola del romanzo La Compagnia della Morte, distribuita in Spagna e in Sud America
- 2019 - Romulus - Prunì Kràl, Alpres (Repubblica Ceka) - versione in ceko del romanzo Romolo - Il primo re
- 2020 - Dziewczynka z Sobiboru, Bukowy Las (Polonia) - versione in polacco del romanzo La bambina e il nazista
- 2020 - Fetita si nazistul, Editura RAO (Romania) - versione in romemo del romanzo La bambina e il nazista
- 2021 - Děvčátko a nacista, Brana - Euromedia Group (Repubblica Ceka) - versione in ceko del romanzo La bambina e il nazista (seconda edizione formato piccolo rilegato nel 2023)

### Audiolibri
- La stretta del Pitone
- La Compagnia della Morte
- Operazione Copernico
- Carthago
- I bastioni del Coraggio
- L'ombra dei ghiacci
- Fuga d'azzardo
- Caligola - Impero e Follia
- La bambina e il nazista
- Gengis Khan
- Amore e sangue
- Cesare l'immortale

- Cesare il conquistatore
- Romolo - Il primo re
- Il segno dell'untore
- Ira Domini - Sangue sui Navigli
- Numa Pompilio

### Antologie (come curatore)
- Horror Erotico, Stampa Alternativa/Nuovi Equilibri, 1995
- Fantasia, Stampa Alternativa/Nuovi Equilibri, 1995
- Cyberpunk, Stampa Alternativa/Nuovi Equilibri, 1995
- Strani Giorni, Urania Millemondi primavera 1998, Arnoldo Mondadori Editore, 1998
- I mondi di Delos, Garden Editoriale, 1999
- 365 racconti erotici per un anno, Delos Books, 2010
- Il Magazzino dei Mondi, Delos Books, 2011
- 365 racconti horror per un anno, Delos Books, 2011
- 365 racconti sulla fine del mondo, Delos Books, 2012
- 365 storie d'amore, Delos Books, 2013
- 365 racconti di Natale, Delos Books, 2013
- Giallo 24 - Il mistero è in onda, Il Giallo Mondadori Extra, 2013
- Il Magazzino dei Mondi 2, Delos Books, 2014
- 365 racconti d'estate, Delos Books, 2014
- History Crime - Crimini senza tempo, Edizioni CentoAutori, 2015
- Delitti in Giallo, Il Giallo Mondadori Extra, 2015
- Giallo di rigore, Il Giallo Mondadori Extra, 2016
- Amori malati, Il Giallo Mondadori Special, 2017
- Legion 3 - Gli uomini della Legione, Segretissimo Mondadori Extra, 2017
- Strani Mondi, Urania Millemondi, Arnoldo Mondadori Editore, 2019
- Distòpia, Urania Millemondi, Arnoldo Mondadori Editore, 2020
- Assassinii sull'Orient Express, Il Giallo Mondadori Extra, 2020
- Temponauti, Urania Millemondi, Arnoldo Mondadori Editore, 2021
- Primo Contatto, Urania Millemondi, Arnoldo Mondadori Editore, 2022

### Traduzioni di altri autori
- Aristoi di Walter Jon Williams, per Arnoldo Mondadori Editore
- Metropolitan di Walter Jon Williams, per Arnoldo Mondadori Editore
- Don't Ask (Meglio non chiedere), di Donald E. Westlake, per Marco Tropea Editore
- Q come Caos di Falko Blask, per Il Saggiatore
- L'era del flagello di Walter Jon Williams, per Delos Books
- Il segreto dei Donovan di Frederik Pohl, per Delos Books
- La guerra dei robot di Harry Harrison, per Delos Books